# 신라고등학교
신라고등학교(新羅高等學校)는 대한민국 경상북도 경주시 충효동에 있는 사립 남자고등학교이다.

## 학교 연혁
- 1981년 12월 21일 : 학교법인 원석학원 설립인가(설립자 김일윤)
- 1982년 12월 21일 : 신라고등학교 설립인가(15학급)
- 1983년 2월 28일 : 초대 한석기 교장 취임
- 1983년 3월 1일 : 신라고등학교 개교
- 1983년 3월 5일 : 개교 및 제1회 입학식(300명)
- 1985년 4월 27일 : 사정동 가교사에서 충효동 신축교사로 이전
- 1986년 2월 14일 : 제1회 졸업식
- 1986년 2월 24일 : 학칙변경(27학급) 인가
- 1991년 3월 2일 : 충효동 162-3번지에서 191번지로 校舍 이동
- 2011년 8월 10일 : 교육과학기술부 선진형 교과교실제 운영학교 지정
- 2012년 1월 25일 : 자율학교 지정
- 2020년 3월 1일 : 경상북도 교육청 고교학점제 운영 선도학교 선정
- 2020년 3월 1일 : 지식재산일반 교과 선도학교 선정
- 2021년 9월 1일 : 제13대 이상협 교장 취임
- 2024년 1월 5일 : 제39회 졸업식
- 2024년 3월 4일 : 제42회 입학식

## 참고 자료
- 신라고등학교 - 한국교육학술정보원 학교알리미